# Per farti felice
Per farti felice è un singolo del cantautore italiano Biagio Antonacci, pubblicato il 4 maggio 2020 come terzo estratto dal quindicesimo album in studio Chiaramente visibili dallo spazio.

## Video musicale
Il videoclip, diretto da Antonio Albanese, è stato pubblicato il 7 maggio 2020 sul canale Vevo-YouTube del cantante.